# Retrorreflector

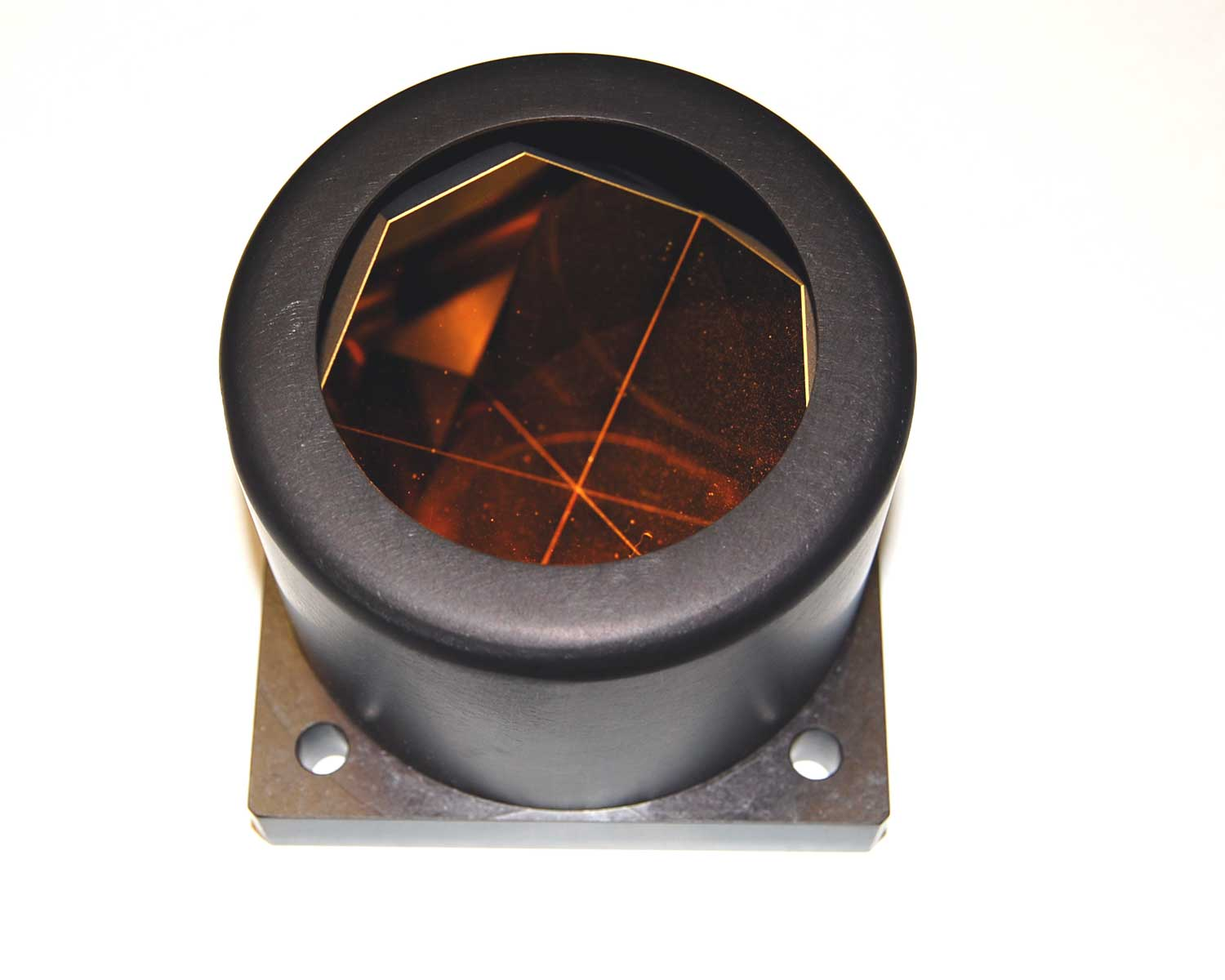
Retroreflector de oro

Un retrorreflector es un elemento o superficie que refleja la luz de vuelta hacia la fuente, no importando el ángulo de incidencia. En otras palabras, refleja un frente de onda en dirección contraria que la de incidencia. Este comportamiento no equivale al de un espejo, ya que este último únicamente refleja los rayos de luz en la dirección de incidencia cuando ésta es perpendicular a la superficie (el ángulo de incidencia es 0).

## Tipos de retrorreflectores

Principio de funcionamiento de un retrorreflector de esquina.

### Retrorreflector de esquina
Se puede obtener un retrorreflector colocando tres espejos ordinarios de forma que todos sean perpendiculares entre sí, de modo tal que formen una esquina. La imagen que se produce es igual a la imagen producida por un espejo pero invertida. La combinación de las diferentes superficies hace que el haz de luz sea reflejado de vuelta a la fuente. A esto se le llama retrorreflector de esquina o de esquina de cubo.
La versión más común de los retrorreflectores de esquina, es la esquina de cubo que es literalmente la esquina truncada de un cubo que internamente posee material reflectante, o como se dijo anteriormente, tres espejos planos dispuestos perpendicularmente entre sí. Otra configuración, la llamada triple prisma se basa en tres pares de espejos dispuestos perpendicularmente. Ambos tipos tienen similares propiedades.

### Ojos de gato

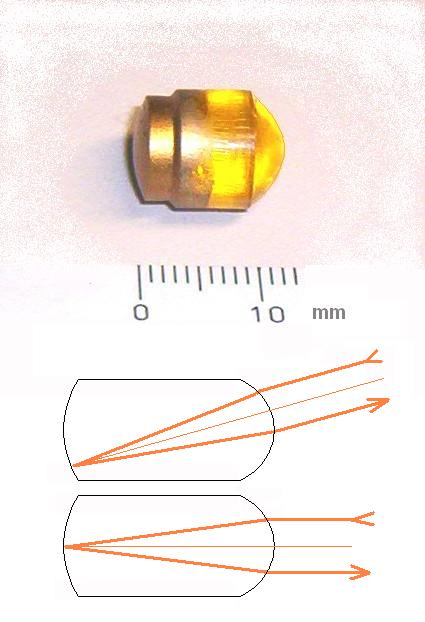
Ojo de gato.

También se puede formar un retrorreflector, con elementos ópticos reflectantes y refractantes dispuestos de tal forma que la superficie focal del elemento refractivo coincida con la superficie reflectora, normalmente una esfera transparente y un espejo esférico. En aproximación paraxial, se puede lograr este mismo efecto con la mínima divergencia posible usando una sola esfera transparente, siempre y cuando el índice de refracción del material sea ni + 1, siendo ni el índice del medio desde el que incide la luz en el retrorreflector. En ese caso, la superficie de la esfera se comporta como un espejo cóncavo esférico, con la curvatura requerida para un retrorreflector. No obstante, en la práctica el índice de refracción óptimo puede ser inferior a ni + 1, ya que en ocasiones es más deseable tener una ligera divergencia, como es el caso de las señales en carretera, donde los ángulos de iluminación y observación son diferentes.
El término «ojo de gato» viene de la semejanza de estos retrorreflectores con el efecto de «ojos brillantes en la oscuridad» producido en los ojos de los gatos y otros vertebrados. De hecho sus ojos reflejan la luz y no «brillan», pues no poseen luz propia. La combinación del lente del ojo (el cristalino) y el humor acuoso forman el elemento refractivo, mientras que el tapetum lucidum detrás de la retina forma el espejo esférico cóncavo, creando un retrorreflector natural.

### Lentes de Luneberg y otros usos de óptica no lineal
Una tercera forma, mucho menos común, de producir retrorreflectores es usar elementos ópticos no lineales y fenómenos de conjugación de fase. Esta técnica es usada en sistemas ópticos avanzados, pues los espejos de fase conjugada son mucho más complejos y costosos, requiriéndose además una gran cantidad de energía para su fabricación. Sin embargo, estos dispositivos poseen mayor precisión en la dirección de retrorreflexión.
Las lentes de Luneberg son esferas de material transparente con índice de refracción no homogéneo, un buen ejemplo de estos dispositivos.

## Aplicaciones

### Retrorreflectores en la Luna

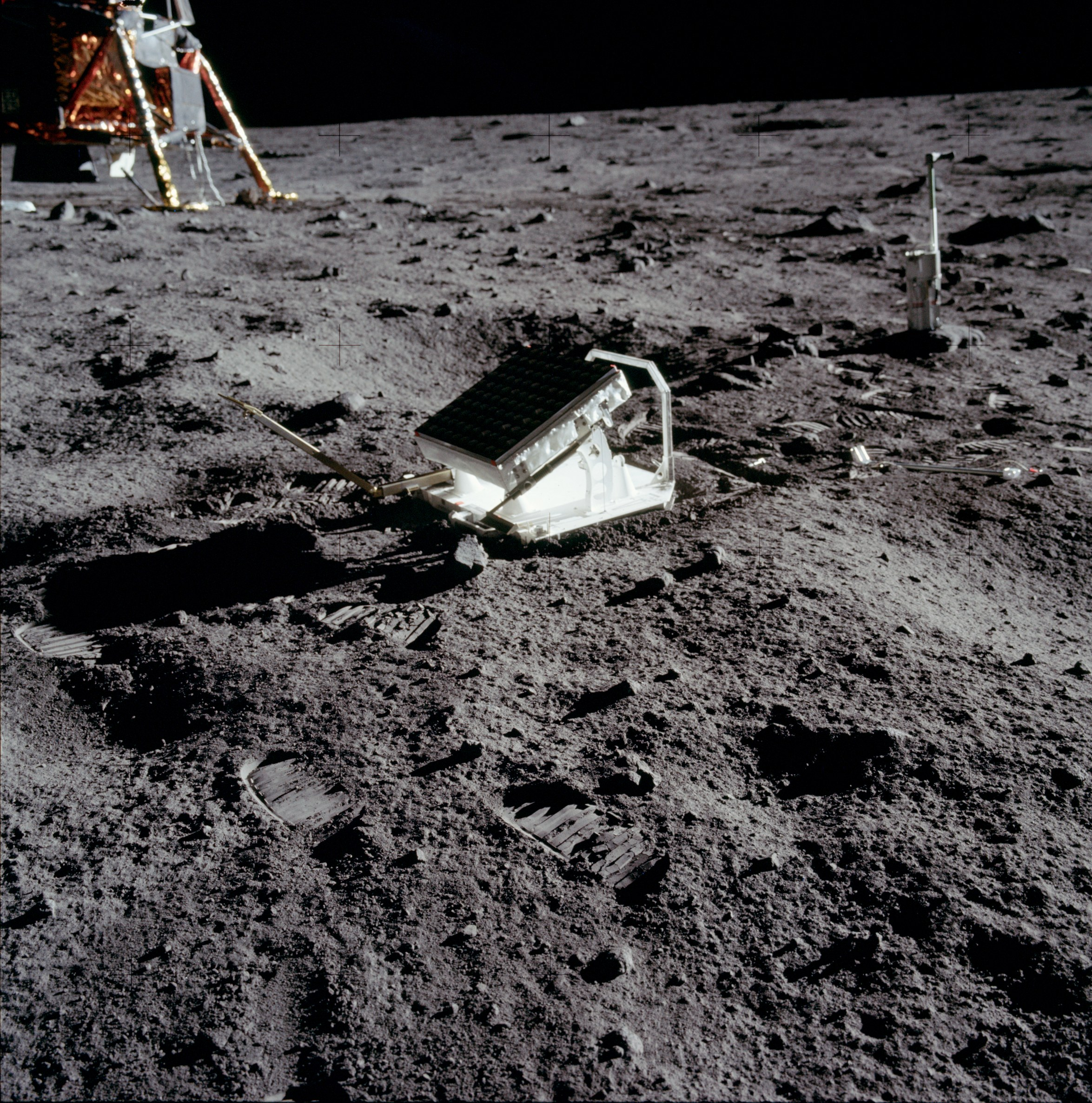
Retrorreflector dejado en la superficie lunar durante el transcurso de la misión Apolo 11.

Astronautas de las misiones Apollo 11, 14, y 15 dejaron retrorreflectores en la Luna como parte del experimento LR-3. Estos se consideran una de las principales evidencias contra las teorías de la conspiración de los alunizajes del Programa Apolo.
Además, la misiones soviéticas no tripuladas Lunojod 1 y 2, situaron rovers con pequeñas matrices retrorreflectantes. Inicialmente se recibieron señales reflejadas del Lunojod 1, pero debido a que se perdió la locación del vehículo, desde 1971 hasta 2010 no se había detectado ninguna señal de retorno. En 2010, un equipo de científicos de la Universidad de California en San Diego,  ubicó a la sonda usando imágenes tomadas por el «Lunar Reconnaissance Orbiter» (Orbitador de Reconocimiento Lunar). En las pruebas subsiguientes se verificó el funcionamiento del retroreflector adosado. De hecho, por algún motivo desconocido, devuelve más fotones que los que el resto de los dispositivos ópticos similares dejados en la Luna. El Lunojod 2 ha estado devolviendo las señales a la Tierra en todo momento.
Incluso bajo condiciones de buena visibilidad, solamente se recibe un fotón reflejado cada varios segundos. Esto convierte en un reto el trabajo de filtrar dichos fotones del fondo natural.

### Retrorreflectores en órbita terrestre
La serie de satélites de investigación LAGEOS, o Satélites Geodinámicos Láser, está diseñada para proporcionar órbitas de referencia para los estudios de geodinámica en la Tierra. Estos satélites están cubiertos por cientos de retrorreflectores a modo de gigantescas pelotas de golf. Hay dos satélites LAGEOS: LAGEOS-1 (lanzado en 1976), y LAGEOS-2 (lanzado en 1992). A fecha de 2004, ambos continúan en servicio.

### Retrorreflectores como elemento de seguridad

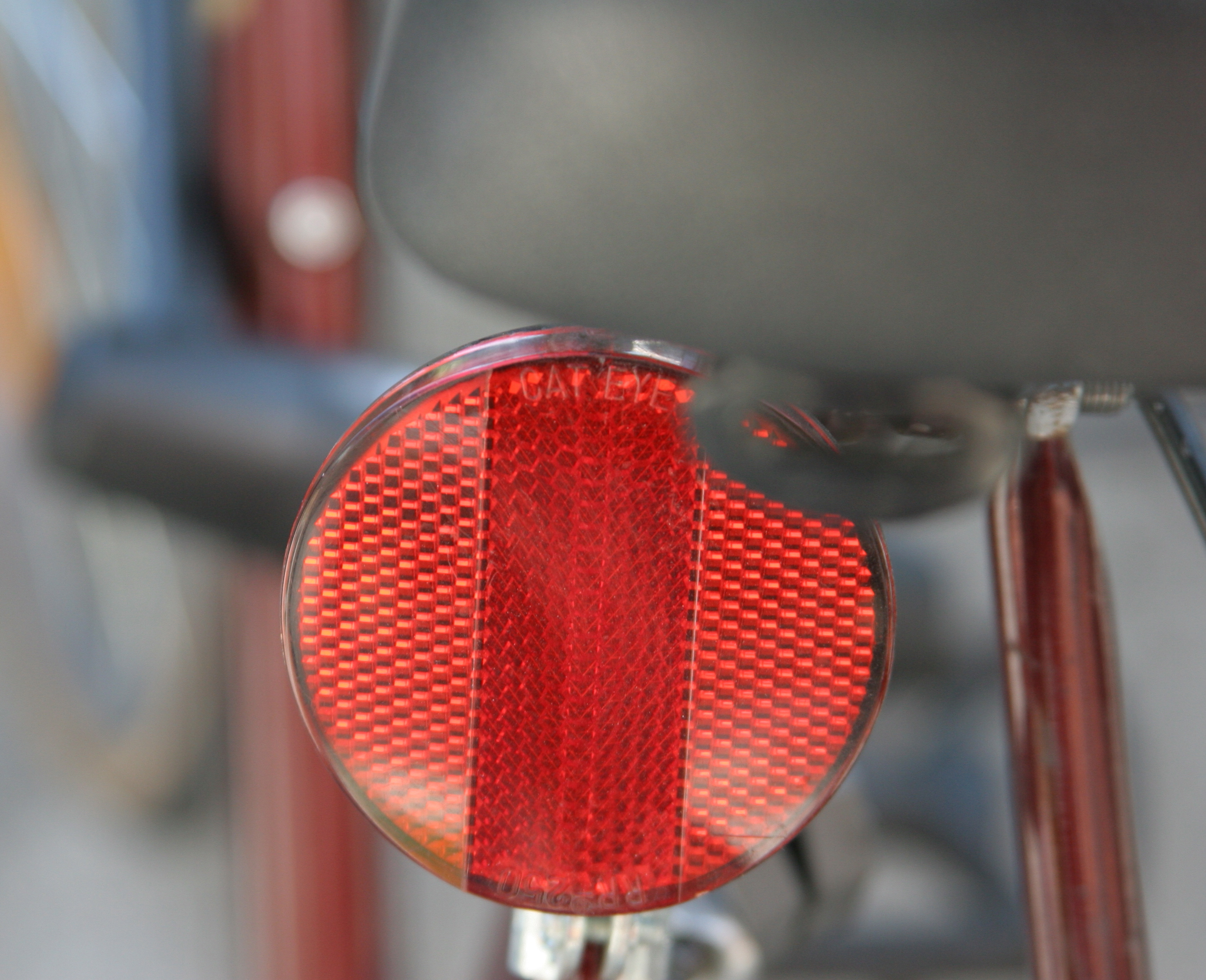
Retrorreflector de bicicleta

Las propiedades de los retrorreflectores son aprovechadas para aumentar la visibilidad de objetos en condiciones de baja luminosidad, por lo que son usados como elementos de seguridad vial activa. Se hacen especialmente útiles en este campo debido a que la fuente de luz y el observador se sitúan aproximadamente en la misma dirección que une la fuente y el retrorreflector.
Se instalan en vehículos, chalecos, ropa deportiva, o en el asfalto, delimitando los carriles. También se usan como fondo de las placas de matrícula de los vehículos, para que su código pueda ser leído fácilmente desde cualquier ángulo, siempre y cuando se ilumine desde la dirección de observación.